# Jiří Tetiva
Jiří Tetiva (* 31. května 1933) je československý basketbalista (někdy v tisku uváděný jako Tětiva), účastník předolympijské kvalifikace 1960 a bronzový medailista z Mistrovství Evropy 1957. Je zařazen na čestné listině mistrů sportu.
V československé basketbalové lize s týmy ÚDA Praha a Slovan Orbis Praha jako hráč byl v letech 1954 až 1961 pětkrát mistrem a jednou vicemistrem Československa a má jedno třetí místo. V letech 1953-1967 celkem odehrál 14 ligových sezón.
Za Slovan Orbis Praha hrál dvakrát v Poháru evropských mistrů, v roce 1960 se probojovali až do semifinále, kde podlehli vítězi poháru ASK Riga. 
Za reprezentační družstvo Československa hrál na Mistrovství Evropy - 1957 v Sofii, Bulharsko, kde získal bronzovou medaili. Dále hrál na předolympijské kvalifikaci v Itálii pro účast na Olympijských hrách 1960, v kvalifikaci Československo bylo první mezi 18 týmy a kvalifikovalo se na OH 1960.

## Sportovní kariéra

### Hráč klubů
- 1953-1956 ÚDA Praha, 3x mistr Československa (1954, 1955, 1956)
- 1956-1967 Slovan Orbis Praha, 2x mistr Československa (1957, 1959), 1x vicemistr (1958), 1x 3. místo (1961), 3x 4. (1960, 1962, 1965), 2x 5. (1963, 1964), 9. (1966), 10. (1967)
- československá basketbalová liga celkem 14 sezón (1953-1967), 7 medailových umístění:
  - 5× mistr Československa (1954-1957, 1959), 1× vicemistr (1958), 1× 3. místo (1961)
- Pohár evropských mistrů - Slovan Orbis Praha: 2x účast (1958, 1960), v roce 1960 postup až do semifinále (vyřazeni vítězem poháru ASK Riga)

### Československo
- Za reprezentační družstvo Československa v letech 1956-1957 hrál celkem 17 zápasů, z toho na světových a evropských soutěžích v 5 zápasech zaznamenal 20 bodů.
- Předolympijská kvalifikace - 1960 Bologna, Itálie (1. místo), postup na OH
- Mistrovství Evropy - 1957 Sofia (20 bodů /5 zápasy) 3. místo, bronzová medaile